# كربال شاذ
كربال شاذ (الاسم العلمي:Ifloga anomala) هو نوع من النباتات يتبع جنس الكربال من الفصيلة النجمية.